# Repräsentantenhaus von Massachusetts

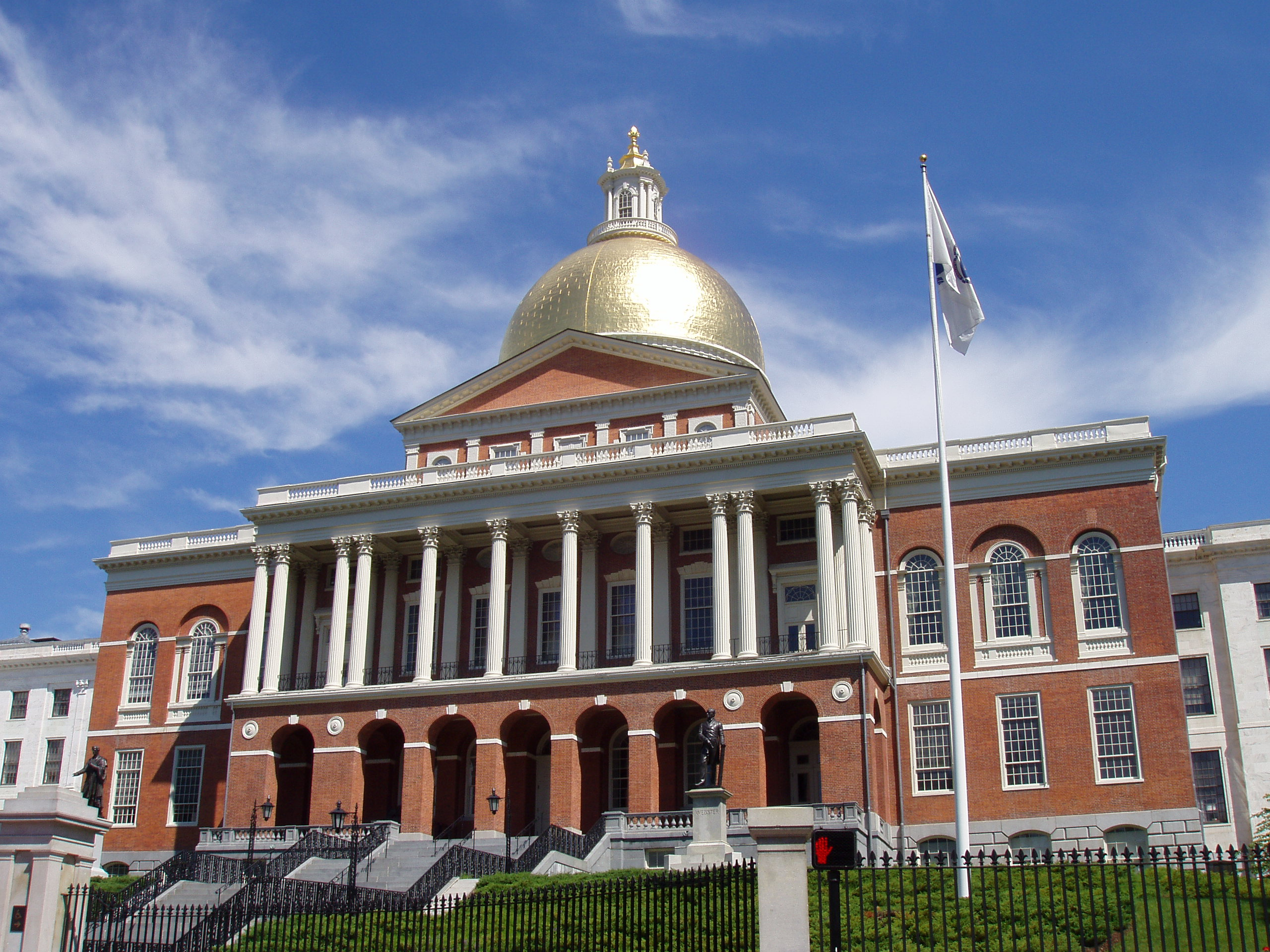
Massachusetts State House

Das Repräsentantenhaus von Massachusetts (Massachusetts House of Representatives) ist das Unterhaus des Massachusetts General Court, der Legislative des US-Bundesstaates Massachusetts. Die Parlamentskammer setzt sich aus 160 Abgeordneten zusammen, die jeweils einen Wahldistrikt repräsentieren. Die Abgeordneten werden jeweils für zweijährige Amtszeiten gewählt. Der Sitzungssaal des Repräsentantenhauses befindet sich gemeinsam mit dem Staatssenat im Massachusetts State House in der Hauptstadt Boston.

## Vertretung
Historisch gesehen wurden die Abgeordneten durch die Stadt ernannt. Für die ersten 150 Personen wurde ein Abgeordneter bewilligt. Mit einer wachsenden Stadtbevölkerung wuchs auch genauso dieses Größenverhältnis. Die größte Abgeordnetenzahl erreichte die Kammer 1812 mit 749 Repräsentanten (214 von diesen stammten aus dem District of Maine). Nachdem Maine 1820 ein eigener Bundesstaat wurde, erreichte die Kammer erst 1837 eine entsprechende Größe von 637 Abgeordneten. Anschließend wurde das ursprüngliche Verhältnissystem zu dem gegenwärtigen regionalen Bevölkerungssystem im 20. Jahrhundert geändert. Bis 1978 gab es 240 Mitglieder in der Kammer, eine Zahl, die sich daraus ergab, dass es Wahlbezirke gab, die mehrere Abgeordnete in das Repräsentantenhaus schickten. Heute gibt es 160, die jeweils einen Wahldistrikt repräsentieren. Jede der Abgeordneten entspricht einer Zahl von durchschnittlich 40.000 Einwohnern. Die Abgeordnetenbezirke sind nach den Countys benannt, wo sie sich befinden. Sie tendieren dazu innerhalb eines County zu bleiben, obwohl die Wahlbezirke gelegentlich die Countygrenzen kreuzen.

## Der Sacred Cod
Innerhalb der Räumlichkeiten der Parlamentskammer hängt der Sacred Cod of Massachusetts. Die fünf Fuß lange Pinienschnitzerei eines Kabeljaus war 1784 durch den Abgeordneten John Rowe angebracht worden, im Gedenken der stark mit dem Meer verbundenen Wirtschaft und Geschichte. Zwei frühere Schnitzarbeiten des Kabeljaus waren während der legislativen Kolonialära zerstört worden, die erste durch ein Feuer 1747 und die zweite während des Amerikanischen Unabhängigkeitskriegs. Seit 1784 war der Sacred Cod bei nahezu allen Kabinettssitzungen präsent gewesen. 1798 wurde er schließlich zu seinem jetzigen Standort übersiedelt, als die Kammer sich im State House zu versammeln begann.
Als Teil eines Streichs stahlen 1933 die Mitglieder der Harvard Lampoon die Schnitzerei. Der Diebstahl löste daraufhin eine landesweite Suche durch Boston und Massachusetts State Police aus. Nach einem Sturm der Entrüstung in den Zeitungen und im General Court selbst wurde der Cod anonym zurückgegeben.

## Struktur der Kammer
Vorsitzender des Repräsentantenhauses ist der Speaker of the House. Er wird zunächst von der Mehrheitsfraktion der Kammer gewählt, ehe die Bestätigung durch das gesamte Parlament folgt. Der Speaker ist auch für den Ablauf der Gesetzgebung verantwortlich und überwacht die Abstellungen in die verschiedenen Ausschüsse.
Weitere wichtige Amtsinhaber sind der Mehrheitsführer (Majority leader) und der Oppositionsführer (Minority leader), die von den jeweiligen Fraktionen gewählt werden.

### Zusammensetzung
| Partei   | Partei                 | Abgeordnete |
| -------- | ---------------------- | ----------- |
|          | Demokratische Partei   | 125         |
|          | Republikanische Partei | 35          |
|          | unbesetzt              | 0           |
| Summe    | Summe                  | 160         |
| Mehrheit | Mehrheit               | 81          |

### Wichtige Mitglieder
| Position                            | Name           | Partei       |
| ----------------------------------- | -------------- | ------------ |
| Speaker                             | Robert DeLeo   | Demokrat     |
| Mehrheitsführer / Majority Leader   | Ronald Mariano | Demokrat     |
| Oppositionsführer / Minority Leader | Bradley Jones  | Republikaner |